# Várostervezés

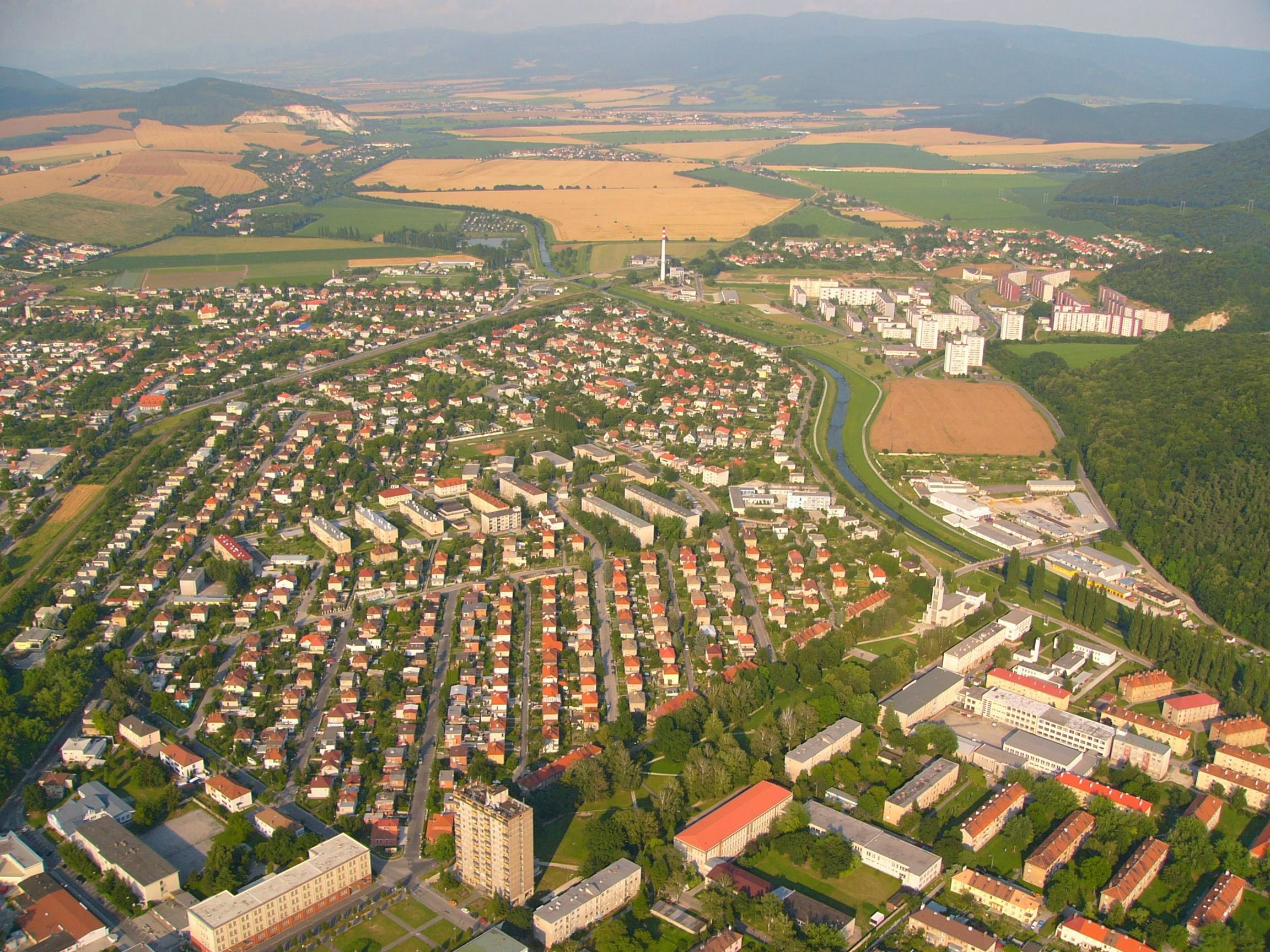
Simony, Szlovákia: példa egy tipikus tervezett európai ipari városra. 1938-ban alapították a cipőgyárral együtt, amelyben gyakorlatilag minden felnőtt lakost foglalkoztattak

A várostervezés olyan műszaki és politikai folyamat, amely a földhasználat, a városi területének infrastruktúrája, például a közlekedés, a kommunikáció és az elosztó hálózatok fejlesztésére vagy tervezésére irányul. Az elsődleges szempont a közjólét, amely magába foglalja a hatékonyságot, a higiéniát, a környezet védelmét és felhasználását, valamint a társadalmi és gazdasági tevékenységekre gyakorolt hatásokat. A várostervezés interdiszciplináris területnek tekinthető, amely magába foglalja a társadalommérnöki és a tervezési tudományokat. Néhány várostervező utcákat, parkokat, épületeket és más városi területeket is tervez.

## Története

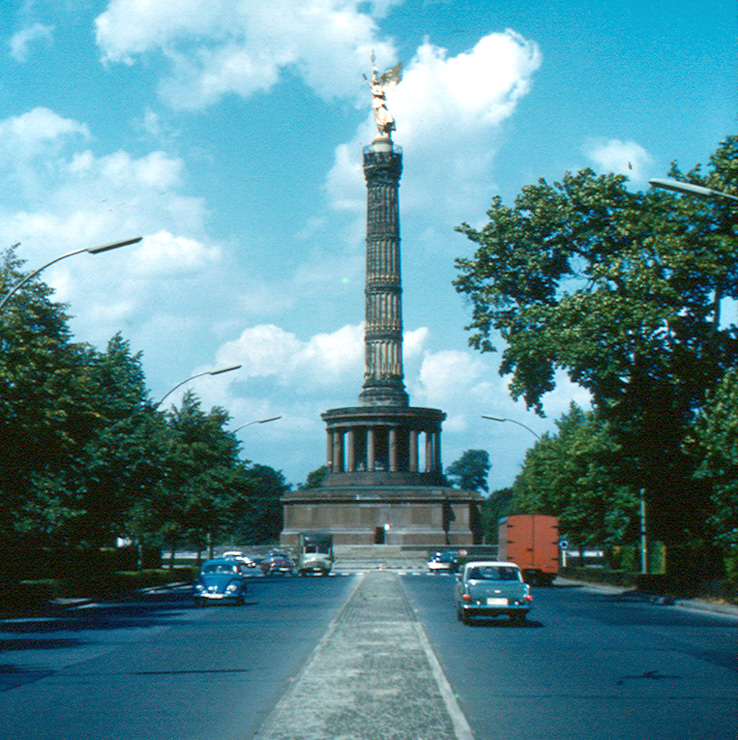
Berlin - Siegessäule. A tágas és szervezett várostervezés a hivatalos kormányzati politika volt a náci uralom idején.

Bizonyítékok vannak a várostervezésre és a tervezett közösségekre, amelyek a mezopotámiai, az Indus-völgyi, a minószi és az egyiptomi civilizációkhoz nyúlnak vissza az i. e. 3. évezredben. Ezeken a területeken a városok romjait vizsgáló régészek aszfaltozott utcákat találtak, amelyek rácsos elrendezésben voltak. A tervezett városi terület gondolata tovább fejlődött, amikor a különböző civilizációkat elfoglalták. A 8. század elejétől kezdve a görög városállamok elsősorban rácsszerű tervekre összpontosítottak. A város tervezését a római világban a katonai védelem és a jó közérzet érdekében fejlesztették. A Római Birodalom terjedése tovább terjesztette a várostervezés ötletét. Hanyatlásával ezek az ötletek lassan eltűntek. A 15. századtól kezdve sokkal több a feljegyzés a várostervezésről és az érintettekről. Ebben az időszakban elkezdenek megjelenni az építészettel és a várostervezéssel kapcsolatos elméleti értekezések. A felvilágosodás ideje alatt számos európai uralkodó nagyratörően megpróbálta átalakítani a fővárosokat. A Második Francia Köztársaság idején Georges Eugène Haussmann báró III. Napóleon irányítása alatt hosszú, egyenes, széles körutakkal modernizálta Párizs városát.
A tervezés és az építészet a 20. század fordulóján paradigmaváltáson ment keresztül. A 19. század iparosodott városai óriási ütemben növekedtek. A munkások városi életének gondjai egyre nyilvánvalóbbá váltak a közvélemény szempontjából. A gazdaság kormányzati irányításának laissez-faire stílusa, a viktoriánus korszak nagy részében, az új liberalizmus felé fordult, amely a szegények és hátrányos helyzetűek beavatkozását támogatta. 1900 körül a várostervezési modelleket kezdtek kidolgozni az iparosodás negatív következményeinek enyhítésére, azáltal, hogy egészségesebb környezetet biztosítanak a polgároknak, különösen a gyári munkásoknak. A rendkívül szabályozott földhasználat új paradigmája a szegényebb városi osztályt nyomornegyedbe kényszerítette. 
A 20. század elején a várostervezést szakmaként ismerték el. Az 1920-as években a modernizmus és az egységesség kezdett felszínre törni a várostervezésben, és az 1970-es évekig tartott. Sok tervező kezdte azt hinni, hogy a modernizmus ötletei a várostervezésben nagyobb arányban vezetnek bűncselekményekhez és társadalmi problémákhoz.  A várostervezők most inkább az individualizmusra és a városi központok sokféleségére koncentrálnak. 

## Fordítás
- Ez a szócikk részben vagy egészben  az   Urban planning című angol Wikipédia-szócikk ezen változatának fordításán alapul.  Az eredeti cikk szerkesztőit annak laptörténete sorolja fel. Ez a jelzés csupán a megfogalmazás eredetét és a szerzői jogokat jelzi, nem szolgál a cikkben szereplő információk forrásmegjelöléseként.